# László Bodrogi

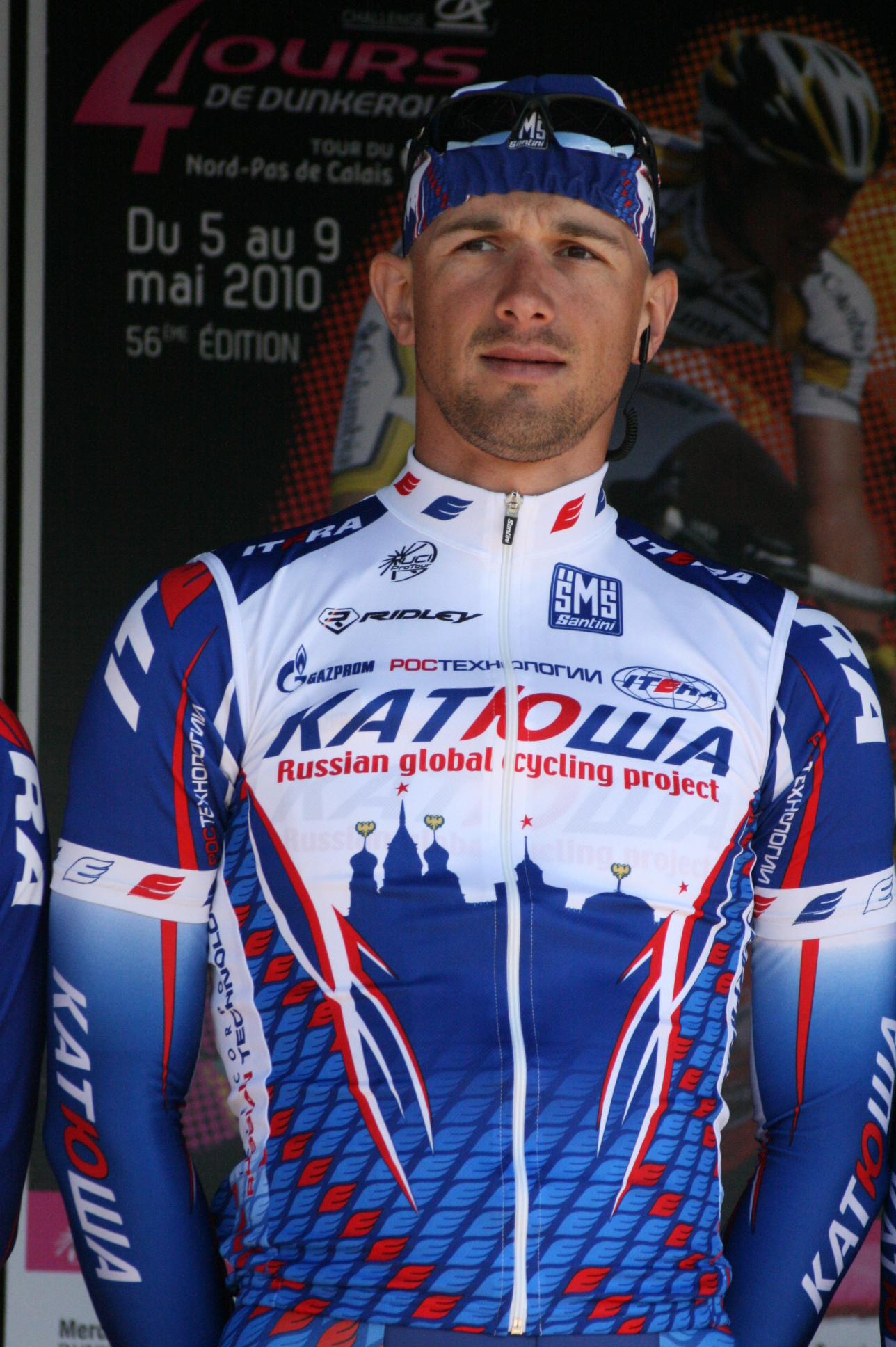
László Bodrogi i Team Katusha 2010.

László Bodrogi, född 11 december 1976 i Budapest, är en ungersk professionell tävlingscyklist. Sedan 2008 har Bodrogi även franskt medborgarskap och har sedan dess tävlat för Frankrike i internationella mästerskap.
Bodrogi är tempospecialist och tiofaldig ungersk mästare i disciplinen – 1997, 1998, 2000–2004 och 2006–2008. 2007 slutade han tvåa på Världsmästerskapens tempolopp i Stuttgart, 52.1 sekunder bakom segraren Fabian Cancellara. År 2000 slutade Bodrogi trea på Världsmästerskapens tempolopp i Plouay, 24 sekunder bakom segraren Sergej Gontjar. Bodrogi är även trefaldig ungersk linjeloppsmästare – 1996, 2000 och 2006.
2001 vann Bodrogi etapp 4 på Postgirot Open med start i Skövde och med målgång uppför backen Klevaliden i Huskvarna.

## Meriter
Luxemburg runt – 2005
 Nationsmästerskapens tempolopp – 1997, 1998, 2000–2004, 2006–2008
 Nationsmästerskapens linjelopp – 1996, 2000, 2006
 Världsmästerskapens tempolopp – 2007
 Världsmästerskapens tempolopp – 2000

## Stall
- Saint-Quentin 1999
- Mapei-Quick Step 2000–2002
- Quick Step-Davitamon 2003–2004
- Crédit Agricole 2005–2008
- Team Katusha 2009–2010
- Team Type 1 2011–